# Tesero-Dammbruch

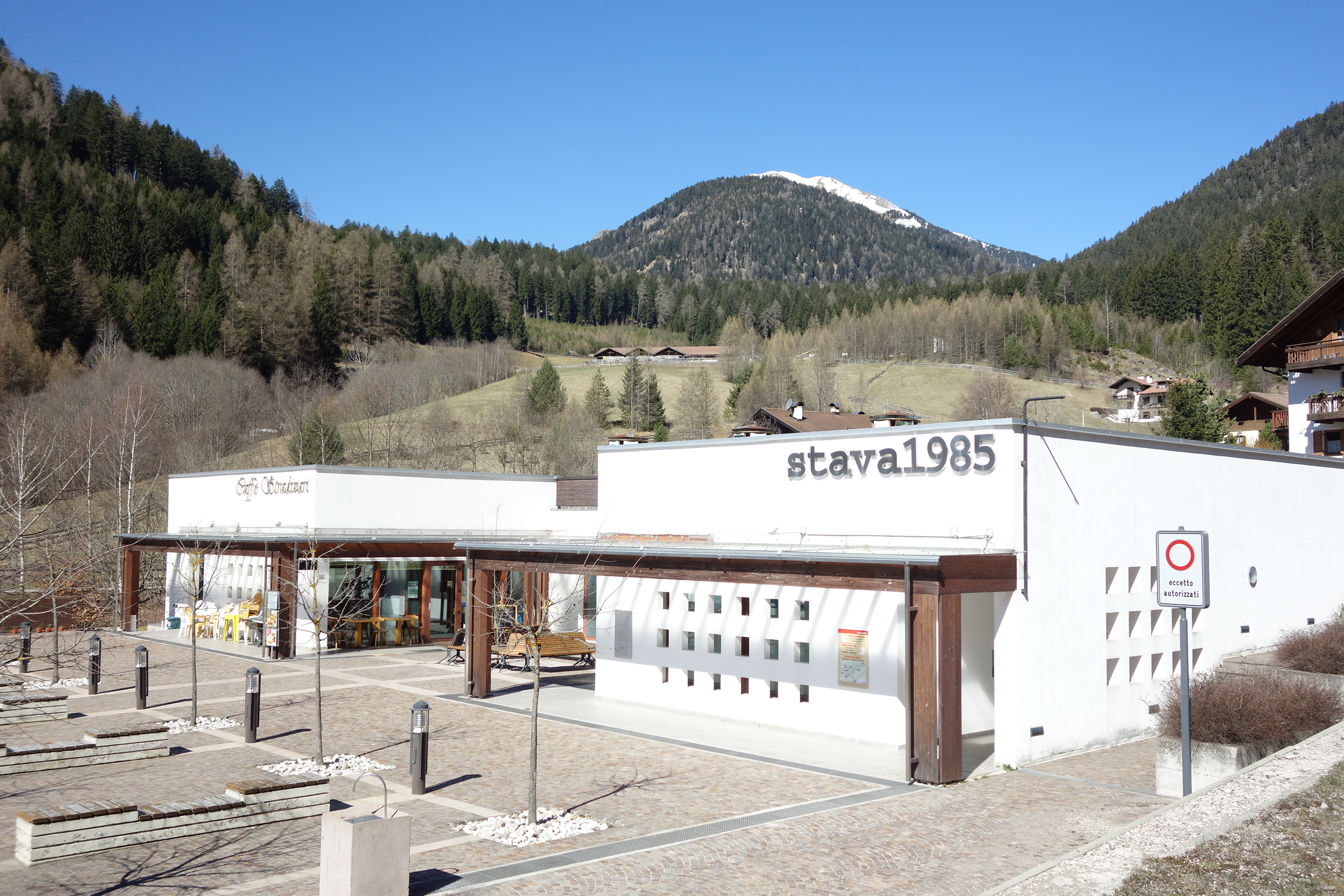
Das Dokumentationszentrum zum Unglück in Stava

Der Tesero-Dammbruch ereignete sich am  19. Juli 1985 bei der Ortschaft Tesero im Val di Stava (beziehungsweise Val di Fiemme/Fleimstal) in der italienischen Region Trentino-Südtirol. Der Dammbruch am Absetzbecken eines Fluorid-Bergwerks des Chemiekonzerns Montecatini-Montedison verursachte eine Flutwelle, die nach offiziellen Angaben 268 Menschen tötete.

## Absetzbecken
Zwei Becken lagen in verschiedener Höhe direkt über- beziehungsweise hintereinander. Sie dienten als Absetzbecken für die Deponien des Bergwerks von Prestavel der Bergwerks-Gesellschaft Fluormine.
Die Dämme dieser Becken waren mehr als 20 Jahre alt. Der obere Damm war 34 Meter hoch und die Böschungsneigung erreichte 80 % (40°). Die Gründungsfuge hatte eine Neigung von 25 %. 1975 waren die Dammanlagen untersucht und besonders der obere Damm als instabil und unsicher eingestuft worden. Die Sicherheitsfaktoren lagen extrem niedrig. 
Als Ursachen für das Versagen gelten ein beschädigtes Drainagerohr im Damm, das nicht sachgerecht repariert worden war, sowie die mangelnde Stabilität des aus Sand gebauten Dammes, da sich der Sand mit Wasser vollgesogen hatte und somit instabil geworden war. Hinzu kamen ungewöhnlich große Regen- und Schmelzwassermengen, die das obere Staubecken überlasteten.

## Katastrophe
Am 19. Juli 1985 um 12:22:55 Uhr brach der obere Damm, stürzte in das untere Becken und brachte auch dessen Damm zum Brechen. Eine Flutwelle aus 180.000 bis 200.000 m³ Schlamm, Sand und Wasser floss zunächst mit 30 km/h den Rio di Stava (Stava-Bach) entlang nach Stava und weiter mit 90 km/h bis in das Tal des Flusses Avisio hinunter nach Tesero. Weitere 40.000 bis 50.000 m³ Erdreich, Gebäudeschutt und entwurzelte Bäume wurden mitgerissen. Alles auf dem Weg der Flutwelle wurde zerstört. In dem Touristenort Tesero gab es nach unterschiedlichen Berichten 200, 261, 264, 268, 269 oder 361 Todesfälle, die von der Stava-Stiftung offiziell angegebene Zahl ist 268.
Des Weiteren wurden drei Hotels, 53 Häuser, sechs Industriegebäude und acht Brücken zerstört sowie neun weitere Gebäude stark beschädigt.
Die Schlammschicht war 20 bis 40 cm dick und erstreckte sich auf einer Länge von 4,2 km über eine Fläche von 435.000 m². 
Die Schadenssumme wird mit 155 Millionen Euro angegeben.

## Prozess

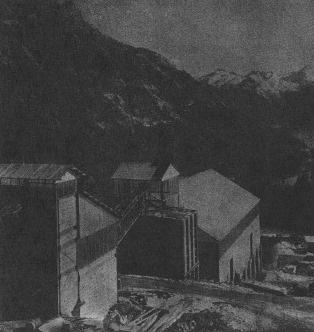
Die Fluoritaufbereitungsanlage in Val di Stava (Trient) Anfang der 1960er Jahre

Nach dem Bruch gab es einen Strafprozess, der bis 1992 andauerte. Zehn Personen wurden wegen Totschlags verurteilt, darunter die Manager der Mine und die Verantwortlichen für den Bau und Betrieb der Anlagen sowie auch Verantwortliche der Aufsichtsbehörden der autonomen Provinz Trentino. Der Schaden musste von den Betreiberfirmen und der Provinzregierung getragen werden. Die letzten Zivilklagen waren erst 1999 abgeschlossen.
Zusätzlich merkten die Richter an, dass nur ein Zehntel der Prozesskosten nötig gewesen wäre, um den Damm fachgerecht zu reparieren, nachdem dessen Sicherheitsmängel bei der Untersuchung von 1975 bekannt geworden waren.